# 雨畑湖温泉
雨畑湖温泉（あめはたこおんせん）は山梨県南巨摩郡早川町にある温泉。雨畑湖畔に位置する廃校跡で温泉が湧出する。

## 泉質
- 単純硫黄冷鉱泉（低張性中性冷鉱泉）
  - 泉温　14.7℃
  - 源泉温泉が低いため、加温している。

## 温泉地
早川町南部の雨畑湖畔に、一軒宿の「ヴィラ雨畑」が存在する。日帰り入浴可能。
施設は小中学校の跡地を使っているため、体育館が併設されている。

## 歴史
昭和58年（1983年）に閉校した旧硯島小中学校の跡地を利用し、昭和61年（1986年）に「ヴィラ雨畑」が開業した。

## アクセス
鉄道
- 身延線身延駅よりバスで50分。大島バス停で乗り換え、雨畑行き乗合タクシーで5分。馬場乗合所下車徒歩すぐ。

自動車
- 中部横断自動車道下部温泉早川ICより南アルプス街道経由、車で40分。

## 雨畑の吊橋
雨畑湖温泉の近くの雨畑湖に架かる歩行者用の吊り橋。『ゆるキャン△』の聖地の一つである。